# Pavel Năstase
Pavel Năstase (ur. 6 grudnia 1951 w Gărăgău w okręgu Teleorman) – rumuński ekonomista i nauczyciel akademicki, profesor, w latach 2012–2016 rektor Akademii Studiów Ekonomicznych w Bukareszcie, w 2017 minister edukacji narodowej.

## Życiorys
W 1975 ukończył studia z informatyki ekonomicznej na Akademii Studiów Ekonomicznych w Bukareszcie, w 1989 uzyskał licencjat z matematyki na Uniwersytecie Bukareszteńskim. Od 1975 do 1980 pracował jako analityk i programista w Centrul pentru Prelucrarea Automată a Datelor și Consultanță, następnie został nauczycielem akademickim na macierzystej uczelni, wykładając na wydziałach planowania i cybernetyki ekonomicznej oraz rachunkowości. W latach 1982–1986 uczęszczał na studia doktoranckie, uzyskał następnie doktorat, obejmował stanowiska profesora nadzwyczajnego (1993) i profesora uczelni (1996). Wykładał także na uczelniach we Francji i Wielkiej Brytanii. W latach 2002–2005 kierował podległą jednemu z ministerstw instytucją publiczną Institutul Național de Administrație. W ramach Akademii Studiów Ekonomicznych był dziekanem i prorektorem, a od 2012 do 2016 rektorem tej uczelni, później został prezydentem jej senatu. Działał także jako menedżer projektów naukowych i unijnych.
4 stycznia 2017 objął funkcję ministra edukacji narodowej w rządzie Sorina Grindeanu z rekomendacji Partii Socjaldemokratycznej. Odszedł ze stanowiska wraz z całym gabinetem w czerwcu tegoż roku.